# Tezuka Productions
Tezuka Productions Co., Ltd. (株式会社手塚プロダクション | Kabushiki-gaisha Tezuka Purodakushon) é um estúdio de animação japonês fundado por Osamu Tezuka em meados dos anos 60. É conhecido por animar notáveis trabalhos reconhecidos internacionalmente, como Astro Boy, Kimba - O Leão Branco e Black Jack. Seu filho e atual diretor da empresa, Makoto Tezuka, atualmente pretende usar a Tezuka Productions para expandir os mangás de Tezuka, realizar suas versões animadas e publicar trabalhos póstumos.
A logo deles é a silhueta da cabeça de Astro Boy na cor azul.

## História
Em 1961, Osamu Tezuka estabeleceu a Osamu Tezuka Production of Animation como uma unidade de produção de vídeo e animação, que foi formalmente nomeada de Mushi Productions Co., Ltd. no ano seguinte. Tezuka atuou como diretor geral da empresa até 1968, quando ele saiu do posto para começar outro estúdio de animação, a Tezuka Productions Co., Ltd., como uma divisão devivada da Mushi Productions dedicada à produção de mangá e gerenciamento de direitos autorais.
Em 1970, Tezuka mudou a sede da Tezuka Productions para o segundo e terceiro andares de um café em frente à estação de Fujimidai em Nerima. O segundo andar era reservado para escritórios de funcionários e assistentes de produção, enquanto o terceiro andar era o próprio espaço de trabalho e escritório de Tezuka. Nos primeiros anos, o estúdio fez trabalhos de animação subcontratados da Mushi Productions, que incluiu uma variedade de curtas de animação e uma série de televisão completa, Fushigi na Merumo, transmitido pela TBS com 26 episódios, de outubro de 1971 a março de 1972. Depois que a Mushi Productions entrou em falência em 1973, a Tezuka Productions assumiu a produção de animação em tempo integral, juntamente com seus negócios de mangás e direitos autorais, e começou a crescer rapidamente como um estúdio de animação. Em 1976, a Tezuka Productions se mudou novamente para o 高田馬場のセブンビル | Takadanobaba no Sebun Biru em Takadanobaba, Shinjuku.
De 1980 a 1981, Tezuka Productions produziu o remake, dessa vez colorido de Astro Boy que contou com 52 episódios e foi ao ar na Nippon TV. Tezuka estava insatisfeito com a primeira serialização animada de Astro Boy produzida na Mushi Productions, e queria fazer um remake para o anime desde 1974.
Em 2007, Tezuka Productions iniciou um projeto para digitalizar e colorir todas as suas séries de mangás publicadas, compreendendo mais de 150.000 páginas. Os ex-assistentes pessoais de Tezuka reproduziam as tabelas de cores que eles usavam originalmente para peças de todas as cores enquanto Tezuka ainda produzia séries, a fim de garantir que o novo processo de coloração permanecesse fiel às cores usadas no tempo de Tezuka.
Em 2008, o filho de Tezuka, Makoto Tezuka anunciou que completaria Lenda da Floresta, o último trabalho não terminado de seu pai na Tezuka Productions. O filme foi finalizado em 2014, estreando no Japão no Festival Internacional de Animação de Hiroshima em agosto de 2014, e na América do Norte, no Japan Society na cidade de Nova Iorque em 21 de fevereiro de 2015.

## Trabalhos
O estúdio licencia por volta de 60 títulos dos mais de 400 mangás de Osamu Tezuka animados. Muitos destes títulos estão disponíveis virtualmente com versões remasterizadas. O estúdio também já possui obras originais que não são de autoria de Tezuka.
| Filmes | Filmes                        |
| ------ | ----------------------------- |
| 1966   | Chouhen Jungle Taitei         |
| 1980   | Phoenix 2772                  |
| 1981   | Bremen 4: Angels in Hell      |
| 1983   | Prime Rose                    |
| 1987   | A Lenda da Floresta - Parte 1 |
| 2009   | Astro Boy                     |

| Animes | Animes                               | Animes                             | Animes | Animes                           | Animes                           |
| ------ | ------------------------------------ | ---------------------------------- | ------ | -------------------------------- | -------------------------------- |
| 1963   | Astro Boy                            | Aru Machikado no Monogatari        | 1991   | Oniisama e                       | Oniisama e                       |
| 1965   | Kimba, O Leão Branco                 | Amazing 3                          | 1997   | Kimba, O Leão Branco             | Kimba, O Leão Branco             |
| 1967   | Gokū no Daibōken                     | A Princesa e O Cavaleiro           | 2003   | Astro Boy                        | Astro Boy                        |
| 1969   | Sen'ya ichiya monogatari             | Dororo                             | 2004   | Phoenix                          | Black Jack                       |
| 1971   | Fushigi na Melmo                     | Fushigi na Melmo                   | 2007   | Mokke                            | Mokke                            |
| 1972   | Umi no Triton                        | Umi no Triton                      | 2009   | Genji Monogatari Sennenki: Genji | Genji Monogatari Sennenki: Genji |
| 1978   | One Million-Year Trip: Bander Book   | One Million-Year Trip: Bander Book | 2012   | Sakamichi no Apollon             | Sakamichi no Apollon             |
| 1979   | Undersea Super Train: Marine Express | Umi no Triton                      | 2015   | Sengoku Musou                    | Young Black Jack                 |
| 1980   | Astro Boy                            | Fumoon                             | 2018   | Dagashi Kashi                    | Dagashi Kashi                    |
| 1982   | Don Drácula                          | Don Drácula                        | 2019   | Dororo                           | Go-Tōbun no Hanayome             |
| 1989   | Aoi Blink                            | Kimba, O Leão Branco               | 2020   | Adachi to Shimamura              | Adachi to Shimamura              |
| 1990   | Mitsume ga Tōru                      | Kyūyaku Seisho Monogatari          | 2021   | Kanojo mo Kanojo                 | Kanojo mo Kanojo                 |